# Grušena
Grušena je naselje u slovenskoj Općini Kungoti. Grušena se nalazi u pokrajini Štajerskoj i statističkoj regiji Podravskoj. 

## Stanovništvo
Prema popisu stanovništva iz 2002. godine naselje je imalo 115 stanovnika.